# Leonor Joher
Leonor Joher Besalú (Orriols, Báscara, 1936 - Gerona, 1998) fue una activista española, militante obrera y vecinal de Santa Eugenia de Ter.

## Biografía
Nació en 1936 en el pueblo de Orriols, actualmente perteneciente a Báscara, en la comarca del Alto Ampurdán (Cataluña), y fue poco a la escuela. Siendo muy joven fue a servir a Gerona y de allí a Perpiñán, donde vivió durante tres años. A mediados de los años cincuenta se instala en Santa Eugenia de Ter, municipio que fue anexionado a Gerona en 1966. Trabajó en el servicio doméstico durante toda su vida y, desde 1976, una vez ya casada, lo combinó con el cuidado del hogar y la educación de sus dos hijos e hija. También fue dependienta en una zapatería y en una librería.
Fue militante de Joventut Obrera Catòlica (JOC), así como vocal de Urbanismo y de Cultura de la Asociación de Vecinos y Vecinas de Santa Eugenia de Ter, desde donde recuperó la tradicional Fiesta Mayor de Santa Eugenia de Ter.
Leonor Joher murió en Gerona en 1998.

## Implicación con los movimientos vecinales
El crecimiento desigual de Santa Eugenia de Ter, un hecho que comportaba la destrucción de referentes de identidad colectiva como los plataneros, el cementerio, algunos edificios antiguos o el Puente del Demonio, fue el detonante del inicio de los movimientos asociativos vecinales en Santa Eugenia. Leonor Joher tuvo un papel destacado en el inicio de este movimiento, así como en la posterior fundación de la Asociación de Vecinos y Vecinas de Santa Eugenia en 1979, llegando a asumir el liderazgo en debates con autoridades municipales sobre diversas actuaciones que no solo afectaban a Santa Eugenia, sino también a barrios vecinos.
Desde la Asociación, y a través de las vocalías de Urbanismo y de Cultura, Leonor Joher basó su trabajo en la defensa de los rasgos identitarios del barrio, preservando así la memoria del antiguo pueblo.

## Legado
En 2009, el Institut Català de les Dones dedicaba su calendario anual a doce mujeres importantes del movimiento municipalista y obrero en Cataluña. Leonor Joher fue una de las homenajeadas.
El 8 de marzo de 2012, coincidiendo con el Día Internacional de la Mujer, se inauguraba en Santa Eugenia de Ter la plaza de Leonor Joher, en los antiguos terrenos del mercado de Santa Eugenia.